# Kleofás
A Kleofás görög eredetű név, a Kleopatrosz rövidüléséből ered, aminek a jelentése: híres apától származó vagy az apa dicsősége, hírneve. Női párja:
Kleopátra.

## Gyakorisága
Az 1990-es években szórványos név, a 2000-es években nem szerepel a 100 leggyakoribb férfinév között.

## Névnapok
- szeptember 25.[2]